# Петрівська Друга сільська рада (Тарутинський район)
Петрі́вська Дру́га сільська́ ра́да — адміністративно-територіальна одиниця та орган місцевого самоврядування в Тарутинському районі Одеської області. Адміністративний центр — село Петрівка.

## Історія
Указом Президії Верховної Ради УРСР від 14.11.1945 перейменували село Лунга, Петрівської сільради Бородінського району Ізмаїльської області на село Довге.

## Загальні відомості
- Територія ради: 57,32 км²
- Населення ради: 1 436 осіб (станом на 2001 рік)

## Населені пункти
Сільській раді підпорядковані населені пункти:
- с. Петрівка
- с. Матильдівка
- с. Новосілка

## Населення
Згідно з переписом УРСР 1989 року чисельність наявного населення сільської ради становила 1424 особи, з яких 663 чоловіки та 761 жінка.
За переписом населення України 2001 року в сільській раді мешкали 1433 особи.

### Мова
Розподіл населення за рідною мовою за даними перепису 2001 року:
| Мова       | Відсоток |
| ---------- | -------- |
| українська | 69,08 %  |
| молдовська | 23,96 %  |
| російська  | 3,76 %   |
| болгарська | 2,02 %   |
| гагаузька  | 0,28 %   |
| білоруська | 0,07 %   |
| вірменська | 0,07 %   |
| інші       | 0,76 %   |

## Склад ради
Рада складається з 16 депутатів та голови.
- Голова ради: Василіогло Іван Іванович
- Секретар ради: Бойчук Надія Михайлівна

### Керівний склад попередніх скликань
| Прізвище, ім'я, по батькові | Основні відомості                                                         | Дата обрання | Дата звільнення |
| --------------------------- | ------------------------------------------------------------------------- | ------------ | --------------- |
| Візняк Іван Андрійович      | Сільський голова, 1960 року народження, безпартійний                      | 26.03.2006   | 31.10.2010      |
| Василіогло Іван Іванович    | Сільський голова, 1949 року народження, освіта вища, член Партії регіонів | 31.10.2010   |                 |

Примітка: таблиця складена за даними сайту Верховної Ради України

### Депутати
За результатами місцевих виборів 2010 року депутатами ради стали:

#### За суб'єктами висування
| Суб'єкт висування | Кількість обраних депутатів | %    |
| ----------------- | --------------------------- | ---- |
| Партія регіонів   | 13                          | 81,3 |
| Самовисування     | 3                           | 18,8 |

#### За округами
| № округу        | Прізвище, ім'я, по батькові   | Дата визнання обраним | Освіта             | Партійна приналежність | Відомості про обраного депутата                                                    |
| --------------- | ----------------------------- | --------------------- | ------------------ | ---------------------- | ---------------------------------------------------------------------------------- |
| Партія регіонів |                               |                       |                    |                        |                                                                                    |
| 1               | Василіогло Алла Іванівна      | 03.11.2010            | вища               | член Партії регіонів   | загальноосвітня школа І-ІІІ ст. с. Петрівка, вчитель                               |
| 2               | Бойчук Надія Михайлівна       | 03.11.2010            | середня спеціальна | член Партії регіонів   | Петрівська Друга сільська рада, секретар                                           |
| 3               | Григораш Ганна Володимирівна  | 03.11.2010            | середня спеціальна | позапартійна           | Петрівська Друга сільська рада, головний бухгалтер                                 |
| 4               | Лунгу Альона Андріївна        | 03.11.2010            | вища               | позапартійна           | загальноосвітня школа І-ІІІ ст. с. Петрівка, вчитель                               |
| 6               | Авакян Світлана Олександрівна | 03.11.2010            | незакінчена вища   | позапартійна           | загальноосвітня школа І-ІІІ ст. с. Петрівка, вчитель                               |
| 7               | Мельник Людмила Іванівна      | 03.11.2010            | середня спеціальна | позапартійна           | Петрівська Друга сільська рада, землевпорядник                                     |
| 8               | Панчоха Анатолій Сергійович   | 03.11.2010            | середня спеціальна | позапартійний          | пенсіонер                                                                          |
| 9               | Майстерюк Ганна Костянтинівна | 03.11.2010            | середня спеціальна | позапартійна           | тимчасово не працює                                                                |
| 10              | Мельник Олена Кузьмівна       | 03.11.2010            | вища               | позапартійна           | бібліотекар с. Петрівка, бібліотекар                                               |
| 11              | Філімонюк Тетяна Іванівна     | 03.11.2010            | вища               | позапартійна           | загальноосвітня школа І-ІІІ ст. с. Петрівка, вчитель                               |
| 12              | Василіогло Надія Вікторівна   | 03.11.2010            | середня спеціальна | член Партії регіонів   | Петрівська Друга сільська рада, спеціаліст з соц.захисту населення                 |
| 13              | Батир Сергій Володимирович    | 03.11.2010            | вища               | член Партії регіонів   | Жовтневська ветеринарна дільниця, завідувач дільниці                               |
| 14              | Головачук Лариса Вікторівна   | 03.11.2010            | середня спеціальна | позапартійна           | тимчасово не працює                                                                |
| Самовисування   |                               |                       |                    |                        |                                                                                    |
| 5               | Робу Тетяна Володимирівна     | 03.11.2010            | вища               | позапартійна           | загальноосвітня школа І-ІІІ ст. с. Петрівка, заступник директора з виховної роботи |
| 15              | Паноченко Андрій Васильович   | 03.11.2010            | середня            | позапартійний          | тимчасово не працює                                                                |
| 16              | Рисюк Олег Миколайович        | 03.11.2010            | середня            | позапартійний          | тимчасово не працює                                                                |